# Джордж і таємний ключ до Всесвіту
«Джо́рдж і тає́мний клю́ч до Все́віту» (англ. George's Secret Key to the Universe) — дитячий науково-фантастичний роман, написаний відомим фізиком-теоретиком Стівеном Гокінґом та його донькою Люсі Гокінґ за участі студента Гокінґа, Крістофера Ґальфара, чия дисертація присвячена чорним дірам.
Перекладена 38 мовами та видана більш ніж у 43 країнах.

## Про книжку
Ідея серії пізнавальних фантастичних книжок для дітей виникла у доньки Гокінґа, коли вона помітила, як часто діти розпитують її батька про Космос і чорні діри та переймаються тим, що з ними трапиться, якщо вони потраплять в чорну діру.
У 2009 році вийшло продовження історії під назвою «Джордж і скарби космосу», наступними в серії світ побачили «Джордж і Великий Вибух» 2011 року, «Джордж і незламний код» 2014, «Джордж і блакитний супутник» 2016 року і вже після смерті Стівена Гокінґа — «Джордж і корабель часу» 2018.
В українському перекладі Ганни Лелів книга вийшла у «Видавництві Старого Лева».

## Сюжет
Джордж живе в родині поборників екологічного способу життя, які вважають науку й техніку чи не найбільшою загрозою природі. Одного дня хлопчик, погнавшись за своїм домашнім непосидючим кабанцем Фредді, потрапляє в Сусідській Сад. Там він знайомиться з дівчинкою Енні, та її батьком науковцем Еріком Беллісом. Вчений показав хлопчикові суперкомп'ютер під назвою «Космос». Він міг відправляти людей за межі Землі за допомогою «дверцят у космос». У школі про це дізнався і Віздок — ворог Еріка. Одного разу, Енні вирішила довести Джорджеві розповіді про Космос, й вони вирушили у подорож Всесвітом. Почувши про подорож, Ерік дуже розізлився. Після «мандрівки» у домі Еріка хлопчик знайшов лист від Віздока. У ньому йшлося про екзопланету яку виявив «професор». Але за координатами Ерік не знайшов там планету. Тим часом Джордж простежив координати — вони були відносно біля чорної діри. Він героїчно відправляється рятувати батька Енні, але комп'ютер викрадають. 